# 한국여자프로농구 2008-09
2008-2009 KB국민은행 한국여자프로농구는 한국여자프로농구의 19번째 시즌이다. 단일리그로 치러진 두번째 시즌이다. 2008년 10월 3일에 개막했으며 2009년 3월 26일까지 진행되었다.

## 변경된 점
- 라운드 수는 기존 7라운드(총 105경기)에서 8라운드(총 120경기)로 늘어나고 팀당 경기 횟수도 35경기에서 40경기로 증가했다.[1]
- 경기 규칙에서는 고의적인 파울(이하 I-파울)과 스포츠정신에 위배되는 파울(unsportsmanlike foul·이하 U-파울)에 대한 벌칙을 강화했다. U-파울은 신설된 규정으로 턴오버나 속공을 시도하는 상황에서 수비자가 공격자의 뒤나 옆에서 접촉을 일으킬 경우 선언되며, 이 파울을 두번하는 선수는 퇴장된다. 또한 I-파울의 조건을 2대1, 3-2의 아웃넘버 상황으로 명문화했고, 파울이 발생하면 자유투 2개를 주고 1득점만 인정하도록 바뀌었다.[2]
- 샐러리캡(구단별 연봉총액 상한선)이 8억원에서 9억원으로 늘어났다.[3]

## 정규리그
정규리그는 2008년 10월 3일 개막하였으며, 2009년 3월 2일까지 진행되었다. 안산 신한은행 에스버드가 3년 연속 정규리그 정상에 올랐다.
| 순위 | 팀                     | 경기 | 승 | 패 | 승차 | 참가 자격 및 강등 |
| ---- | ---------------------- | ---- | -- | -- | ---- | ----------------- |
| 1    | 안산 신한은행 에스버드 | 40   | 37 | 3  | —    | 플레이오프 진출   |
| 2    | 용인 삼성생명 비추미   | 40   | 23 | 17 | 14   | 플레이오프 진출   |
| 3    | 구리 금호생명 레드윙스 | 40   | 21 | 19 | 16   | 플레이오프 진출   |
| 4    | 부천 신세계 쿨캣       | 40   | 21 | 19 | 16   | 플레이오프 진출   |
| 5    | 청주 KB 스타즈         | 40   | 11 | 29 | 26   |                   |
| 6    | 춘천 우리은행 한새     | 40   | 7  | 33 | 30   |                   |

## 포스트시즌
플레이오프는 2009년 3월 6~13일에 걸쳐 진행되었고, 챔피언 결정전은 3월 18~22일에 걸쳐 진행되었다.

### 대진표
|  | 플레이오프 5판 3승제 | 플레이오프 5판 3승제   | 플레이오프 5판 3승제 |                      |   | 챔피언 결정전 5판 3승제 | 챔피언 결정전 5판 3승제 | 챔피언 결정전 5판 3승제 |  |
|  |                      |                        |                      |                      |   |                         |                         |                         |  |
|  | 1                    | 안산 신한은행 에스버드 | 3                    |                      |   |                         |                         |                         |  |
|  | 1                    | 안산 신한은행 에스버드 | 3                    |                      |   |                         |                         |                         |  |
|  | 4                    | 부천 신세계 쿨캣       | 0                    |                      |   |                         |                         |                         |  |
|  | 4                    | 부천 신세계 쿨캣       | 0                    |                      | 1 | 안산 신한은행 에스버드  | 3                       |                         |  |
|  |                      |                        |                      |                      | 1 | 안산 신한은행 에스버드  | 3                       |                         |  |
|  |                      |                        | 2                    | 용인 삼성생명 비추미 | 0 |                         |                         |                         |  |
|  | 2                    | 용인 삼성생명 비추미   | 2                    | 용인 삼성생명 비추미 | 0 | 3                       |                         |                         |  |
|  | 2                    | 용인 삼성생명 비추미   |                      |                      |   |                         |                         |                         |  |
|  | 3                    | 구리 금호생명 레드윙스 | 1                    |                      |   |                         |                         |                         |  |

### 플레이오프

#### (1) 안산 신한은행 에스버드 vs. (4) 부천 신세계 쿨캣
| 2009년 3월 6일 17:00 |

| 기록 |

| 안산 신한은행 에스버드 96, 부천 신세계 쿨캣 86      |  |  |  |                                                    |
| 쿼터 별 점수: 21:19, 25:18, 24:21, 26:28            |  |  |  |                                                    |
| 득점: 정선민 31 리바운드: 하은주 10 도움: 정선민 10 |  |  |  | 득점: 김정은 27 리바운드: 김정은 10 도움: 김정은 7 |
| 1-0 신한은행 우위                                   |  |  |  |                                                    |

| 2009년 3월 8일 16:59 |

| 기록 |

| 부천 신세계 쿨캣 66, 안산 신한은행 에스버드 78 |
| 2-0 신한은행 우위                              |

| 2009년 3월 10일 16:59 |

| 기록 |

| 부천 신세계 쿨캣 59, 안산 신한은행 에스버드 68 |
| 3-0 신한은행 시리즈 승리                       |

#### (2) 용인 삼성생명 비추미 vs. (3) 구리 금호생명 레드윙스
| 2009년 3월 7일 18:00 |

| 기록 |

| 용인 삼성생명 비추미 73, 구리 금호생명 레드윙스 62 |
| 1-0 삼성생명 우위                                  |

| 2009년 3월 9일 19:00 |

| 기록 |

| 구리 금호생명 레드윙스 58, 용인 삼성생명 비추미 53 |
| 1-1 동률                                           |

| 2009년 3월 11일 17:00 |

| 기록 |

| 구리 금호생명 레드윙스 43, 용인 삼성생명 비추미 45 |
| 2-1 삼성생명 우위                                  |

| 2009년 3월 13일 17:00 |

| 기록 |

| 용인 삼성생명 비추미 63, 구리 금호생명 레드윙스 57 |
| 3-1 삼성생명 시리즈 승리                           |

### 챔피언 결정전

#### (1) 안산 신한은행 에스버드 vs. (2) 용인 삼성생명 비추미
| 2009년 3월 18일 17:01 |

| 기록 |

| 안산 신한은행 에스버드 71, 용인 삼성생명 비추미 61 |
| 1-0 신한은행 우위                                  |

| 2009년 3월 20일 17:00 |

| 기록 |

| 용인 삼성생명 비추미 67, 안산 신한은행 에스버드 76 |
| 2-0 신한은행 우위                                  |

| 2009년 3월 22일 17:01 |

| 기록 |

| 용인 삼성생명 비추미 63', 안산 신한은행 에스버드 66 |
| 3-0 신한은행 시리즈 승리                            |

## 수상

### 정규리그 시상

#### 통계에 의한 부문
| 상         | 선수   | 팀                     | 기록    |
| ---------- | ------ | ---------------------- | ------- |
| 득점상     | 김계령 | 춘천 우리은행 한새     | 20.08점 |
| 3점 득점상 | 박정은 | 용인 삼성생명 블루밍스 | 95개    |
| 3점 야투상 | 변연하 | 천안 KB 세이버스       | 43%     |
| 2점 야투상 | 이미선 | 안산 신한은행 에스버드 | 56.38%  |
| 자유투상   | 최윤아 | 안산 신한은행 에스버드 | 89.58%  |
| 리바운드상 | 신정자 | 구리 금호생명 레드윙스 | 11.1개  |
| 어시스트상 | 전주원 | 안산 신한은행 에스버드 | 6.89개  |
| 스틸상     | 이미선 | 용인 삼성생명 블루밍스 | 2.37개  |
| 블록상     | 이종애 | 용인 삼성생명 블루밍스 | 2.77개  |

#### 투표에 의한 부문
| 상             | 수상자                          |
| -------------- | ------------------------------- |
| 최우수선수상   | 최윤아 (안산 신한은행 에스버드) |
| 신인선수상     | 박혜진 (춘천 우리은행 한새)     |
| 우수수비선수상 | 신정자 (구리 금호생명 레드윙스) |
| 식스우먼상     | 하은주 (안산 신한은행 에스버드) |
| 모범선수상     | 김은경 (아산 우리은행 위비)     |
| 지도상         | 임달식 (안산 신한은행 에스버드) |
| 미디어스타상   | 김정은 (부천 신세계 쿨캣)       |

WKBL 베스트 5:
- G 최윤아, 안산 신한은행 에스버드
- G 이미선, 용인 삼성생명 블루밍스
- F 박정은, 용인 삼성생명 블루밍스
- F 정선민, 안산 신한은행 에스버드
- C 신정자, 구리 금호생명 레드윙스

### 라운드별 MVP, MIP
| 라운드  | MVP                             | MIP                             |
| ------- | ------------------------------- | ------------------------------- |
| 1라운드 | 신정자 (구리 금호생명 레드윙스) | 홍보람 (용인 삼성생명 블루밍스) |
| 2라운드 | 정선민 (안산 신한은행 에스버드) | 강아정 (천안 KB 세이버스)       |
| 3라운드 | 박정은 (용인 삼성생명 블루밍스) | 박언주 (용인 삼성생명 블루밍스) |
| 4라운드 | 최윤아 (안산 신한은행 에스버드) | 한채진 (구리 금호생명 레드윙스) |
| 5라운드 | 이미선 (용인 삼성생명 블루밍스) | 이선화 (용인 삼성생명 블루밍스) |
| 6라운드 | 김정은 (부천 신세계 쿨캣)       | 한재순 (천안 KB 세이버스)       |
| 7라운드 | 최윤아 (안산 신한은행 에스버드) | 허윤자 (부천 신세계 쿨캣)       |
| 8라운드 | 김정은 (부천 신세계 쿨캣)       | 고아라 (아산 우리은행 위비)     |